# Li Yinhe
Li Yinhe (kinesiska: 李银河, pinyin: Lǐ Yínhé) född 4 februari 1952 i Peking, är en kinesisk sociolog, sexolog och HBT. Hon var gift med författaren Wang Xiaobo till dennes död.

## Biografi
Li härstammar från Hengshan i Hunan-provinsen, men föddes i Peking 1952. Hon läste vid Shanxi-universitetet 1974–1977 och anställdes efter sin examen som redaktör vid regeringstidningen Guangming Ribao. Senare blev hon forskare vid Kinas akademi för samhällsvetenskaper.
1980 gifte hon sig med Wang Xiaobo och 1982 åkte hon till USA för forskarstudier. Hon doktorerade i sociologi vid University of Pittsburgh (1988) och anställdes efter sin flytt tillbaka till Kina vid Pekinguniversitetet. 1992 blev hon professor vid Kinas akademi för samhällsvetenskaper.
Hon har 2003, 2005 och 2006 lagt fram förslag om samkönade äktenskap till de kinesiska myndigheterna. Än så länge har förslagen dock inte rönt framgång.